# Aspa (kommunhuvudort)
Aspa är en kommunhuvudort i Spanien.   Den ligger i provinsen Província de Lleida och regionen Katalonien, i den östra delen av landet, 400 km öster om huvudstaden Madrid. Aspa ligger 263 meter över havet och antalet invånare är 273.
Terrängen runt Aspa är platt åt nordväst, men åt sydost är den kuperad. Runt Aspa är det glesbefolkat, med 14 invånare per kvadratkilometer. Närmaste större samhälle är Lleida, 14,2 km norr om Aspa. Trakten runt Aspa består till största delen av jordbruksmark.